# Edeltraud Schubert (Schauspielerin)
Edeltraud Schubert (* 23. April 1917; † 12. Juli 2013 in Mariegärd, Finnland) war eine deutsche Schauspielerin.

## Leben und Karriere
Edeltraud Schubert betätigte sich erst im Rentenalter als Schauspielerin im deutschen Film und Fernsehen, hatte aber im Zeitraum von 1989 bis 2009 dennoch eine vielbeschäftigte Karriere als Nebendarstellerin. Mehrmals war sie in der Rolle der Großmutter oder empörten älteren Dame zu sehen. Sie spielte Nebenrollen in insgesamt sieben Tatort-Filmen und drei Folgen von Der Bulle von Tölz. Im Kino war Schubert ebenfalls mehrmals in kleineren Rollen zu sehen, beispielsweise als Spenden sammelnde Frau in der Komödie (T)Raumschiff Surprise – Periode 1 (2004) sowie als Uroma in der schwarzen Komödie Wer früher stirbt ist länger tot (2006). Zuletzt war sie 2009 mit über 90 Jahren in dem Episodenfilm Deutschland 09 und der Tatort-Folge Gesang der toten Dinge zu sehen.
Edeltraud Schubert starb möglicherweise am 12. Juli 2013 im Alter von 96 Jahren und wurde daraufhin in Finnland beigesetzt, eine eindeutige Bestätigung hierfür steht allerdings aus.

## Filmografie (Auswahl)
- 1989: Die Wicherts von nebenan (Fernsehserie, eine Folge)
- 1992: Der Papagei
- 1995: Tatort – Im Herzen Eiszeit (Fernsehfilm)
- 1997: Bandits
- 1997: Die Apothekerin
- 1997: Tatort – Der Teufel (Fernsehfilm)
- 1997: Tatort – Bluthunde (Fernsehfilm)
- 1998: Der Bulle von Tölz – Tod am Rosenmontag (Fernsehfilm)
- 1999: Der Bulle von Tölz – Tod eines Priesters (Fernsehfilm)
- 1999–2001: Vorsicht Falle! (Fernsehserie, drei Folgen)
- 2000: Altweibersommer (Fernsehfilm)
- 2000: Utta Danella – Der schwarze Spiegel (Fernsehfilm)
- 2001: Und morgen Italien (Fernsehfilm)
- 2002: 666 – Traue keinem, mit dem du schläfst!
- 2002: Tatort – Der Fremdwohner (Fernsehfilm)
- 2002: Knallharte Jungs
- 2002: Bibi Blocksberg
- 2002: Auch Engel wollen nur das Eine (Fernsehfilm)
- 2003: Um Himmels Willen (Fernsehserie, eine Folge)
- 2003: Kommissarin Lucas – Die blaue Blume (Fernsehfilm)
- 2003: Tatort – Wenn Frauen Austern essen (Fernsehfilm)
- 2004: (T)Raumschiff Surprise – Periode 1
- 2004: Tatort – Herzversagen (Fernsehfilm)
- 2004: Bibi Blocksberg und das Geheimnis der blauen Eulen
- 2005: Tote Hose – Kann nicht, gibt’s nicht (Fernsehfilm)
- 2005: Der Bulle von Tölz – Mord im Kloster (Fernsehfilm)
- 2006: Wer früher stirbt ist länger tot
- 2007: Pfarrer Braun: Das Erbe von Junkersdorf (Fernsehfilm)
- 2008: Kommissar Süden und das Geheimnis der Königin (Fernsehfilm)
- 2009: Deutschland 09 – 13 kurze Filme zur Lage der Nation
- 2009: Tatort – Gesang der toten Dinge (Fernsehfilm)